# Timia desparsata
Timia desparsata är en tvåvingeart som beskrevs av Günther Enderlein 1934. Timia desparsata ingår i släktet Timia och familjen fläckflugor. Inga underarter finns listade i Catalogue of Life.